# Frederick Barrett
Frederick William Barrett, detto Fred (Liverpool, 10 gennaio 1883 – Liverpool, 3 marzo 1931), è stato un marittimo britannico.
Fu il capo fuochista del locale caldaie n. 6 del Titanic e sopravvisse al disastro imbarcandosi sulla lancia n. 13.

## Biografia

### Primi anni
Frederick Barrett nacque a Liverpool il 10 gennaio 1884. Cominciò la sua carriera lavorando nelle miniere di carbone e gestendo un negozio di collane ad Hanley, nello Staffordshire. Secondo alcuni, pare che prese la decisione di lavorare in mare dopo aver scoperto che sua moglie gli era infedele. Prima di lavorare per la White Star Line, aveva lavorato su una nave chiamata New York e viveva a Southampton.

### Il naufragio

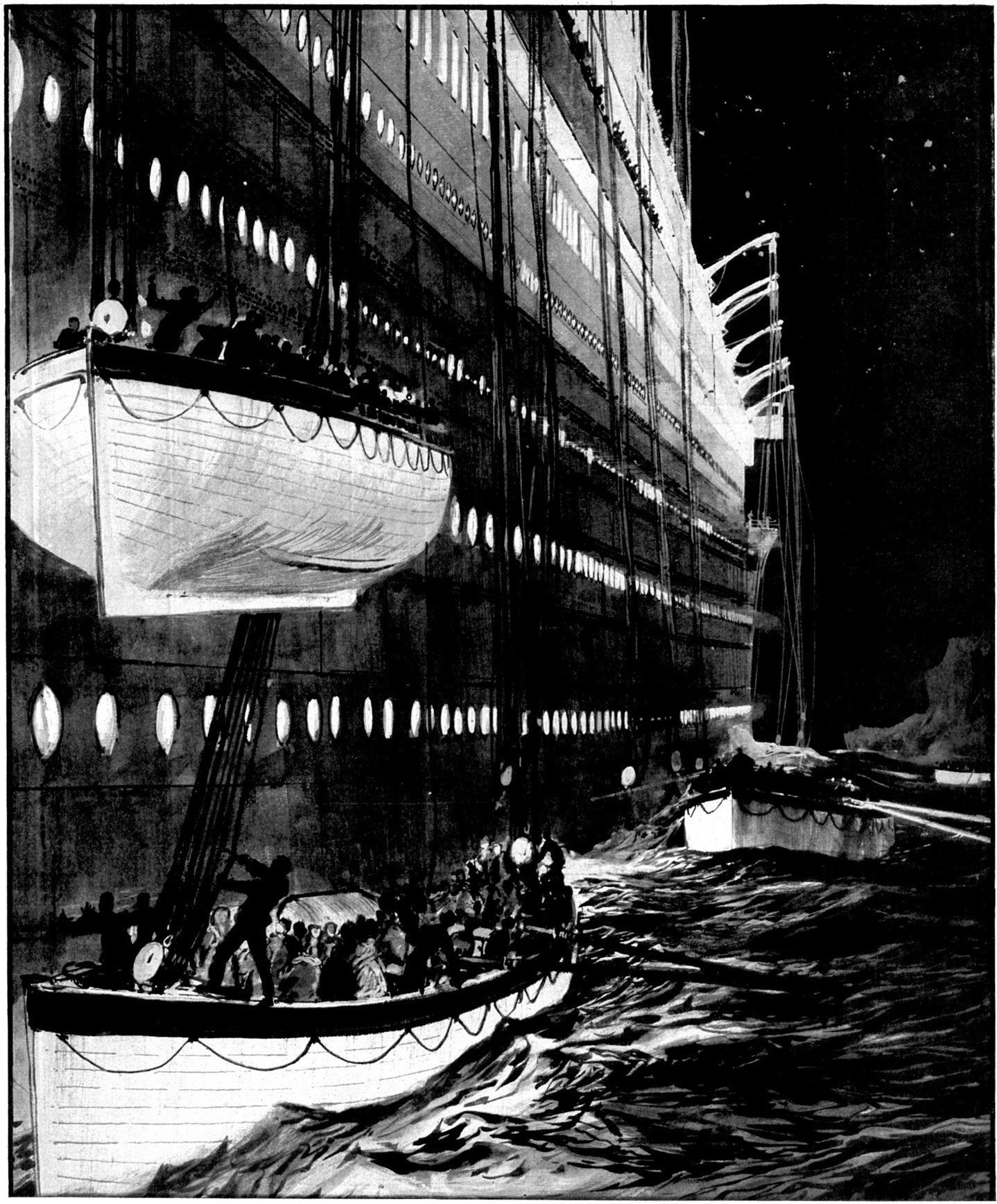
La lancia di salvataggio n. 13, con a bordo Barrett, nel momento in cui stava per essere investita dalla lancia di salvataggio n. 15, mentre quest'ultima stava per essere calata in acqua

Venne scelto per lavorare come fuochista a bordo del RMS Titanic nel locale caldaie n. 6, che fu quello dove si scatenò un incendio nei primi istanti in cui la nave salpò, nonché quello le cui pareti cedettero all'impatto con un iceberg.
Quando la nave incrociò l'iceberg, Barrett stava parlando con il secondo ufficiale macchinista, John Henry Hesketh, quando si accese la luce rossa e suonò l'allarme per segnalare l'ordine di fermare i motori. Barrett quindi gridò agli uomini nel locale caldaia di chiudere le valvole, i portelli delle fornaci e spegnere le ventole. Pochi istanti dopo, l'acqua si riversò nel locale, investendo sia Barrett che alcuni operai, che fortunatamente riuscirono ad evacuare il locale mentre le porte stagne si stavano chiudendo. Gli fu ordinato di tornare in quello stesso locale, ma non fu possibile in quanto esso era quasi completamente allagato, con quasi 2 metri e mezzo d'acqua. Mentre vennero azionate le pompe, nella sala macchine suonò l'allarme che imponeva a tutti i fuochisti di salire sul ponte. A Barrett, però, fu ordinato di rimanere nel locale caldaia n. 5 dal macchinista Herbert Gifford Harvey.
Quando ormai si capì che non c'era più niente da fare, salì lungo un boccaporto per raggiungere il lato di dritta di un ponte, dove erano rimaste solo due lance di salvataggio. Scappò dalla nave mentre affondava salendo sulla lancia n. 13, con già circa 65/70 persone a bordo, una delle poche lance di salvataggio caricata al completo. Fu l'ufficiale James Paul Moody ad incaricarlo di comandare quella stessa lancia, ma dopo circa un'ora cedette il suo incarico ad un'altra persona per via del freddo, che lo intirizzì sempre più. Una donna a bordo gli prestò un mantello e, in base alle sue stesse testimonianze, non si ricordò più nulla di ciò che accadde in seguito. Alle 4:45, Barrett e gli altri 704 naufraghi sopravvissuti vennero salvati dal Carpathia.
Dopo l'inabissamento, fu uno dei principali testimoni che rilasciò diverse interviste sul disastro del Titanic.

### Dopo ilTitanic
Il 25 maggio 1912, poche settimane dopo l'affondamento, venne chiamato a lavorare sulla nave gemella del Titanic, l'Olympic, dove fu interrogato dal senatore William Alden Smith, prendendo parte all'inchiesta.
Si sposò con Mary Ann Jones il 16 febbraio 1915 ed ebbe molti figli, ma solo uno sopravvisse, Harold. Mary morì nel 1923 e Barrett non si risposò. Morì a Liverpool il 3 marzo 1931, all'età di 48 anni, a causa della tubercolosi polmonare.

## Cinematografia
- Frederick Barrett è stato interpretato da Derek Lea nel famoso film del 1997, diretto da James Cameron.